# بروس نيلسون
بروس نيلسون (بالإنجليزية: Bruce Nelson)‏ هو لاعب كرة قدم أمريكية أمريكي، ولد في 12 مايو 1979 في إميستسبيرغ في الولايات المتحدة.

## وصلات خارجية
- بروس نيلسون على موقع مرجع كرة القدم المحترفة.كوم (الإنجليزية)